# Iouri Iarov
 (février 2025).
Si vous disposez d'ouvrages ou d'articles de référence ou si vous connaissez des sites web de qualité traitant du thème abordé ici, merci de compléter l'article en donnant les références utiles à sa vérifiabilité et en les liant à la section « Notes et références ».
Iouri Fiodorovitch Iarov (russe : Юрий Фёдорович Яров; né le 2 avril 1942) est un homme politique russe qui a été vice-Premier ministre de 1992 à 1996. Il a été aussi le quatrième secrétaire exécutif de la Communauté des États indépendants de 1999 à 2004. Il a le grade de conseiller d'État actif de 1re classe de la fédération de Russie dans la fonction publique fédérale. 